# امان‌الله خان اردلان

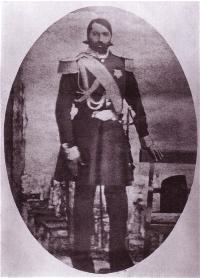
تصویری قدیمی از امان الله خان اردلان

امان‌الله خان اردلان حاکم اردلان (۱۱۸۰-۱۲۴۰ هجری قمری) فرزند خسروخان بزرگ در دوره قاجاریه که شهر سنندج درزمان او گسترش بسیار یافت. وی به نامهای امان‌الله خان والی وامان الله خان بزرگ نیز مشهور است. امان‌الله خان در شهر نجف در بارگاه امام علی مدفون است. پسر و جانشین او خسروخان اردلان معروف به خسروخان ناکام است.

## اقدامات و عملکردهای سیاسی
والی اردلان، مساجد دارالاحسان (مسجدجامع سنندج) و دارالامان، عمارت خسروآباد، عمارت امجدالاشراف، حمام خان و... ازآثار بجا مانده ازدوران امان‌الله خان اردلان است.